# Anders Fogh Rasmussen
Anders Fogh Rasmussen (n. 26 ianuarie 1953, Ginnerup Parish⁠(d), Regiunea Midtjylland, Danemarca) este un politician danez, fost prim-ministru al Danemarcei (din 2001 până în 2009) și președinte al Partidului Liberal Danez.
Din 1 august 2009 până în octombrie 2014 a fost Secretar General al NATO.